# Giammarco Menga
Giammarco Menga (Sulmona, 11 dicembre 1990) è un giornalista e scrittore italiano.

## Biografia
Dopo essersi diplomato presso il Liceo Scientifico dell'Aquila,  Menga si è laureato, con il massimo dei voti, alla facoltà di lettere moderne dell'Università La Sapienza di Roma.

## Carriera
Ha iniziato il suo percorso lavorativo come giornalista in alcune televisioni locali e regionali e, dopo un precoce debutto in televisione all'età di 11 anni su TeleAbruzzo, ha poi lavorato per la LaQtv e TvSei e scritto articoli sportivi per il giornale Il Centro. Dal 2012 al 2016 si è occupato di Lega Pro, scrivendo per il quotidiano di Pescara Il Centro del Gruppo Espresso, e dal 2014 al 2015 ha collaborato con il Corriere dello Sport – Stadio. Nel 2016 ha avuto l'opportunità di presentare il suo libro su Mediaset e nel giugno dello stesso anno vi inizia il lavoro come corrispondente, poi redattore, inviato ed esperto di calciomercato.
Nell’estate del 2018, per il Campionato mondiale di calcio 2018 in Russia, si occupa degli approfondimenti di calciomercato su tutti i programmi delle reti Mediaset dei palinsesti Mediaset. 
Da settembre 2018 al 2021, invece, è stato inviato di Mattino 5, programma in onda su Canale 5.
Dal 2016, Menga è addetto stampa e videoreporter per il Zanetti Football Training Camp.
Da settembre 2021 è inviato del programma Quarto grado in onda su Rete 4.
A febbraio 2024 è il primo cronista ad incontrare Michele Misseri dopo la scarcerazione per l'occultamento del corpo della nipote Sarah Scazzi.
Nel novembre dello stesso anno fornisce in anteprima la notizia della decisione presa dalla Corte europea dei diritti dell'uomo di Strasburgo che dichiara inammissibile il ricorso, presentato nel 2018 dai legali di Sabrina Misseri e Cosima Serrano contro la sentenza di ergastolo per l’omicidio di Sarah.
È co-autore dell'autobiografia di Bruno Conti Un gioco da ragazzi, pubblicata a marzo 2022 da Rizzoli e con la prefazione di Francesco Totti.
Nell'estate del 2023 il libro è risultato vincitore del Premio Selezione Bancarella Sport, arrivando al secondo posto assoluto nella serata finale.
A settembre dello stesso anno, l'opera è risultata vincitrice del Premio Grandi Lettori al concorso di letteratura sportiva Invictus.
Nel 2024 ha pubblicato il libro: Il delitto di Saman Abbas. Il coraggio di essere libere, edito dalla Newton Compton editori.
Nel libro viene raccontato l'omicidio di Saman Abbas, diciottenne pakistana, uccisa la notte tra il 30 aprile e il 1º maggio 2021 a Novellara, dall'inizio fino agli sviluppi processuali.

## Programmi televisivi
- TV Talk (Rai 3, 2013-2014) - analista
- Sport Mediaset (Italia 1, 2016-2018) - inviato
- Mattino Cinque (Canale5, 2018-2021) - inviato
- Dritto e rovescio (Rete 4, 2021-2022) - inviato
- Gioco sporco - I misteri dello sport (Italia 1, 2023-2024) - inviato[24]
- Quarto grado (Rete 4, dal 2021) - inviato

## Opere
- Sportivamente d'Annunzio - Il Vate tra sport, giornalismo e letteratura, Edizioni Croce, 2016, ISBN 9788864022826.[25][26][27][28][29]
- Un gioco da ragazzi, con Bruno Conti, Rizzoli, 2022, ISBN 9788817161879.
- Il delitto di Saman Abbas. Il coraggio di essere libere, Newton Compton editori, 2024, ISBN 9788822786180.

## Filmografia
- Sportivamente d'Annunzio[30][31][32], regia di Giammarco Menga, documentario, 2019, Focus Mediaset

- Il postino sogna sempre due volte, regia di Rocco Marino - cortometraggio (2020)[33][34]

## Premi
- Giornalista sportivo emergente, XII edizione Premio "Andrea Fortunato"[35][36][37],  2021
- Giovane inviato, Premio Giornalistico Nazionale "Giuseppe Luconi", 2020[38]
- 51 ° Premio Coni al Concorso Letterario con Sportivamente D'Annunzio - Il Vate tra sport, giornalismo e le letteratura[39][40], 2017
- Categoria Junior, Premio Nazionale di Giornalismo "Angelo Maria Palmieri" 2013[41]
- Trofeo Pegasus Literary Awards, con il saggio Sportivamente d'Annunzio, 2022
- Inviato dell'anno, Lifestyle Awards, 2022[42]
- Vincitore 2023 Premio Selezione Bancarella Sport con “Un gioco da ragazzi” insieme a Bruno Conti.[43]
- Vincitore 2023 Grandi Lettori Premio letterario sportivo Invictus con "Un gioco da ragazzi" insieme a Bruno Conti[44]
- Premio "Antenna d'oro per la tv" 2024[45]
- Premio Speciale della Giuria valutatrice al Concorso Letterario Sportivo Internazionale "Pietro Mennea" con "Un gioco da ragazzi", 2024[46]
- Premio Internazionale Nassiriya per la Pace,[47] assegnatogli per l'impegno sociale dimostrato sul caso Saman come cronista e scrittore. Patrocinato dalla Presidenza del Consiglio dei ministri e dal Ministero della difesa[48]